# موکرا-هوراکوو
موکرا-هوراکوو (به چکی: Mokrá-Horákov) یک منطقهٔ مسکونی در جمهوری چک است که در ناحیه برنو-تسوونتری واقع شده‌است. موکرا-هوراکوو ۱۲٫۱۶ کیلومتر مربع مساحت و ۲٬۷۰۱ نفر جمعیت دارد و ۳۳۰ متر بالاتر از سطح دریا واقع شده‌است.